# 2011年9月日本

## 9月7日
- 日本新华侨报网报道，日本福井县54家事务所严重违反日本《劳动基准法》和《劳动安全卫生法》的现象，涉及中国研修生200余人（中安在线）。